# Люпин изменчивый
Люпин изменчивый (лат. Lupinus mutabilis) — вид низкорослых кустарничеков из рода Люпин семейства  Бобовые (Fabaceae).

## Распространение
Естественным образом произрастает в Андах на территории Перу. Заселяет горные склоны, образуя плотные заросли. 

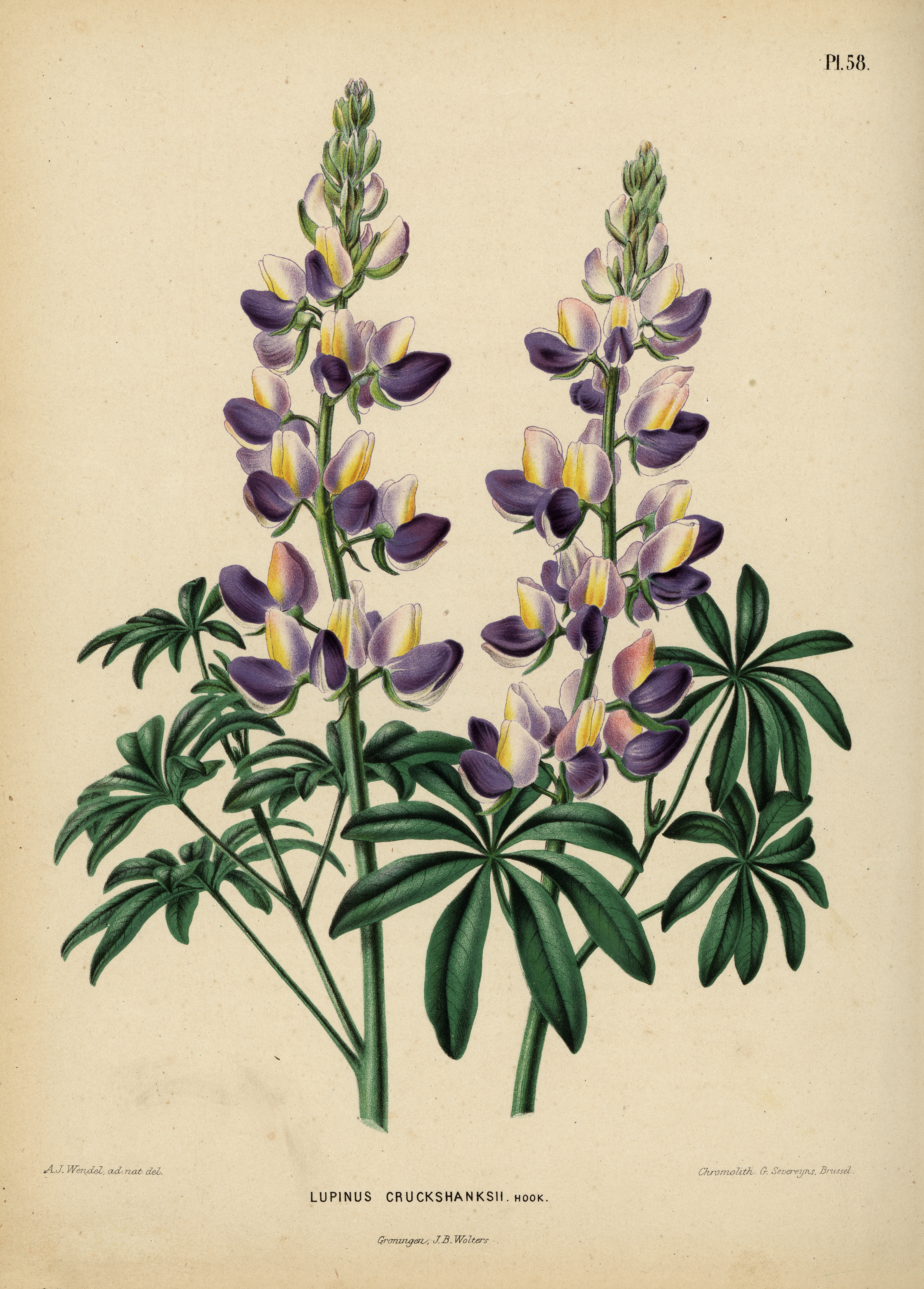
Ботаническая иллюстрация

## Ботаническое описание
Низкорослый однолетник (70—100 см), не переносит морозов. Цветки крупные, бледно-желтого цвета с синей или сиреневой верхушкой, которая в процессе цветения меняет цвет на красный. Из-за высокого вегетативного роста, виды из северной части Южной Америки выше, чем виды из южной части Андского региона. Имеет сильный стержневой корень, достигающий 3 м в длину.

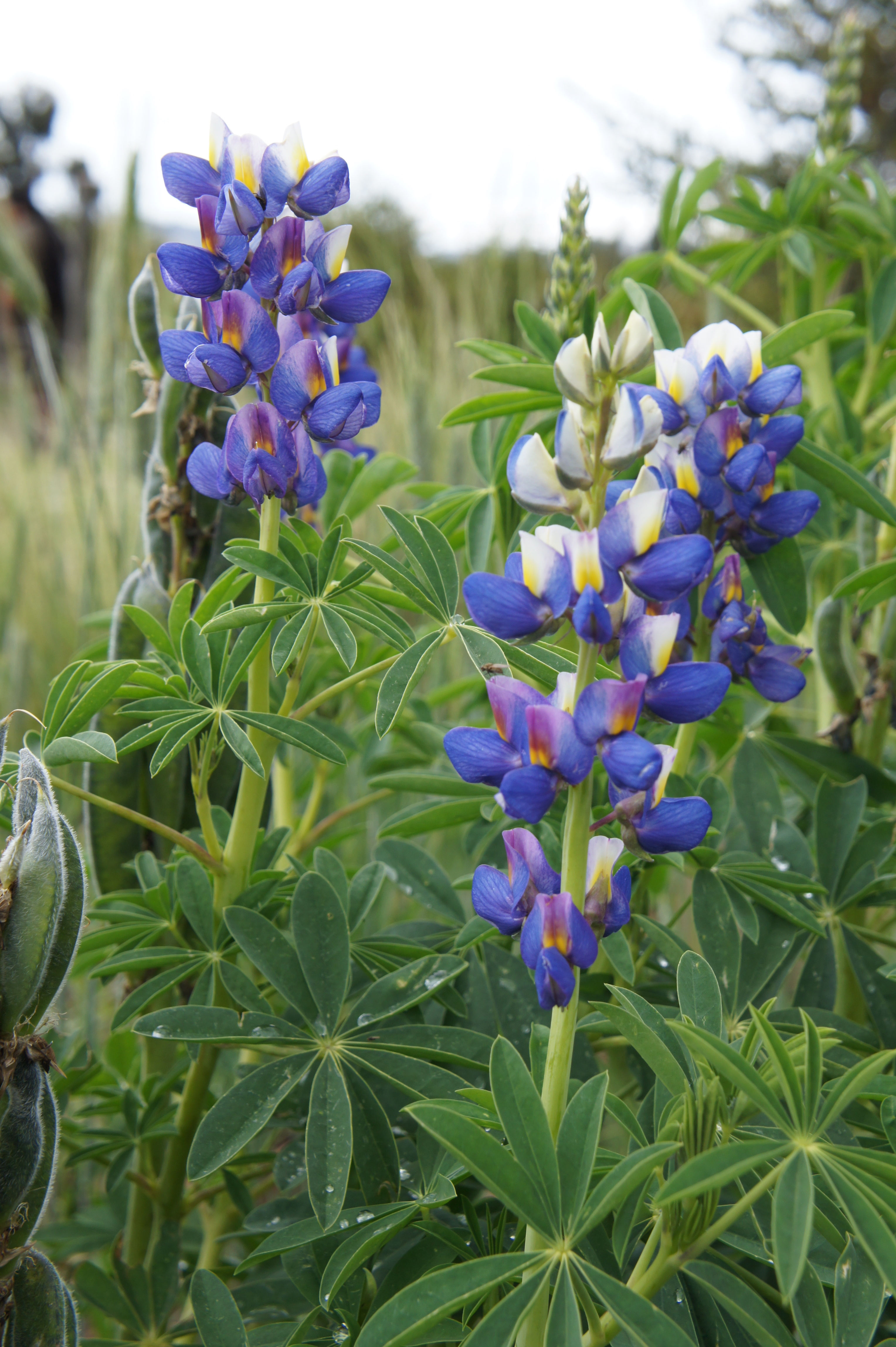
Цветки
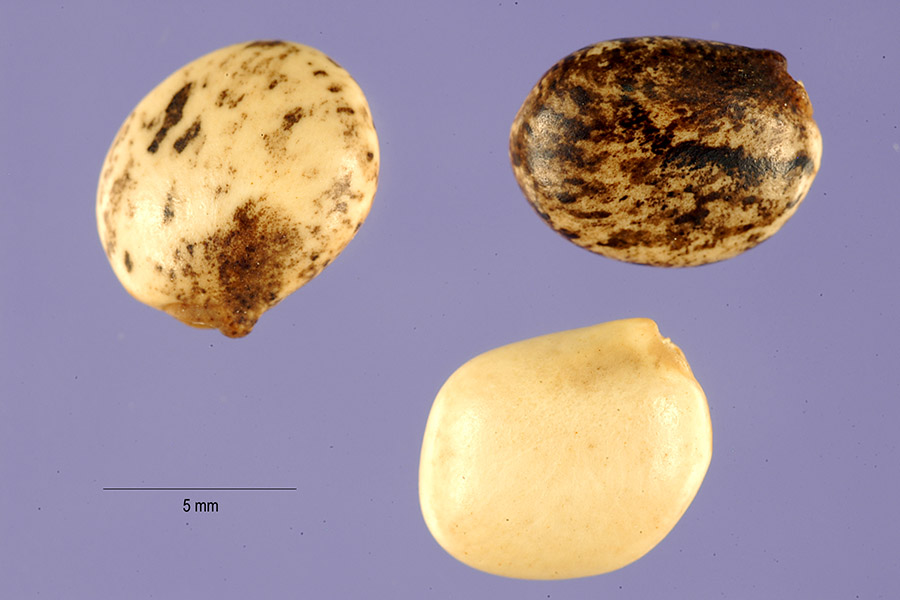
Семена

## Значение и применение
Из-за съедобных бобов вид был окультурен еще древними инками. В Европе его культивируют как садовый цветок. Семена высевают в открытый грунт ранней весной, цветение длится два месяца, начиная с июня.

## Таксономия
Lupinus mutabilis Sweet, The British Flower Garden, . . . 2: pl. 130. 1825.
Синоним
- Lupinus cruckshanksii Hook., Botanical Magazine 58: t. 3056. 1831.
- Lupinus mutabilis var. cruckshanksii (Hook.) D.Don in Sweet, Brit. Fl. Gard. [Sweet] (ser. 2) 3: tab. 203. 1833.